# Robin Ross (amerikaifutball-edző)
Robin Lee Ross (Huntington Park, Kalifornia, 1954. augusztus 17. –) amerikai amerikaifutball-játékos és -edző, 2019 és 2023 között a kanadai Hamilton Tiger-Cats linebackereinek edzője.

## Játékosként
A Rio Hondo Főiskolán és a Washingtoni Állami Egyetemen amerikai futballozott. Az 1976-os NFL-draft 10. körében a San Francisco 49ers kiválasztotta, emellett a Seattle Seahawksnál is játszott.

## Edzőként
Több egyetemen volt védőfaledző, illetve védőkoordinátor, majd 2006-tól a csapat 2008-as megszűnéséig a Western Washington Vikings amerikaifutball-csapatának vezetőedzője volt. Pályafutásának végén kanadai csapatoknál dolgozott.

## Eredményei vezetőedzőként
| Év                                                               | Eredmény                                              | Eredmény                                              | Helyezés                                              | Továbbjutás                                           |
| Év                                                               | Összesített                                           | Konferencia                                           | Helyezés                                              | Továbbjutás                                           |
| Western Washington Vikings (North Central Conference)            | Western Washington Vikings (North Central Conference) | Western Washington Vikings (North Central Conference) | Western Washington Vikings (North Central Conference) | Western Washington Vikings (North Central Conference) |
| ---------------------------------------------------------------- | ----------------------------------------------------- | ----------------------------------------------------- | ----------------------------------------------------- | ----------------------------------------------------- |
| 2006                                                             | 5–6                                                   | 3–5                                                   | T-5.                                                  | –                                                     |
| 2007                                                             | 2–8                                                   | 1–7                                                   | T-8.                                                  | –                                                     |
| Western Washington Vikings (Great Northwest Athletic Conference) |                                                       |                                                       |                                                       |                                                       |
| 2008                                                             | 6–5                                                   | 5–3                                                   | T-2.                                                  | Dixie Rotary Bowl                                     |
| Összesen:                                                        | 13–19                                                 | 9–15                                                  | –                                                     | –                                                     |

## Fordítás
- Ez a szócikk részben vagy egészben  a   Robin Ross (American football) című angol Wikipédia-szócikk ezen változatának fordításán alapul.  Az eredeti cikk szerkesztőit annak laptörténete sorolja fel. Ez a jelzés csupán a megfogalmazás eredetét és a szerzői jogokat jelzi, nem szolgál a cikkben szereplő információk forrásmegjelöléseként.